# روبرت بودي
روبرت بودي (بالإنجليزية: Robert Budde)‏ (6 سبتمبر 1966)؛ شاعر وروائي كندي.